# Josef Ursin
Josef Ursin (13. ledna 1823 – 29. března 1896 Tulln an der Donau) byl rakouský politik německé národnosti, v 2. polovině 19. století poslanec Říšské rady z Dolních Rakous.

## Biografie
Profesí byl obchodníkem. Od roku 1878 do roku 1885 zastával funkci starosty města Tulln. Politicky byl orientován jako stoupenec antisemitské skupiny okolo Georga von Schönerera. Ve volbách na zemský sněm i na Říšskou radu ale získal podporu i od katolických konzervativních kruhů.
Od roku 1887 byl poslancem Dolnorakouského zemského sněmu za kurii měst, obvod Sankt Pölten. Poslancem byl do roku 1890. Na sněmu zastupoval antisemity.
Působil i jako poslanec Říšské rady (celostátního parlamentu Předlitavska), kam usedl v doplňovacích volbách roku 1887 za kurii městskou v Dolních Rakousích, obvod St. Pölten, Scheibbs atd. Nastoupil 20. října 1887 místo Johanna Ofnera. Ve volebním období 1885–1891 se uvádí jako Josef Ursin, majitel nemovitostí, bytem Tulln. V roce 1890 se na Říšské radě uvádí jako poslanec bez klubové příslušnosti, ovšem s poznámkou, že náleží do skupiny antisemitů.
Zemřel v březnu 1896.